# Cuenca Alta del Manzanares
Die Comarca Cuenca Alta del Manzanares ist eine der neun Comarcas in der autonomen Gemeinschaft Madrid. Der Name bedeutet Hohes Becken des Manzanares (Fluss).
Die im Nordwesten gelegene Comarca umfasst 6 Gemeinden auf einer Fläche von 515,49 km².

## Gemeinden
| Gemeinde                           | Einwohner (2024) | Fläche km² | Dichte Einw./km² | Cod INE | Postleitzahl |
| ---------------------------------- | ---------------- | ---------- | ---------------- | ------- | ------------ |
| Colmenar Viejo                     | 57.029           | 182,56     | 312              | 28045   | 28770        |
| Guadalix de la Sierra              | 6.904            | 61,05      | 113              | 28067   | 28794        |
| Hoyo de Manzanares                 | 9.178            | 45,31      | 203              | 28072   | 28240, 28248 |
| Manzanares el Real                 | 9.550            | 126,70     | 75               | 28082   | 28410        |
| Miraflores de la Sierra            | 7.139            | 56,66      | 126              | 28085   | 28792        |
| Soto del Real                      | 9.441            | 43,21      | 218              | 28144   | 28791        |
| Comarca Cuenca Alta del Manzanares | 99.241           | 515,49     | 193              | –       | –            |

1. ↑  Instituto Nacional de Estadística Municipal Register of Spain